# Gilson
Gilson Vieira da Silva, conhecido artisticamente por Gilson (Macau, 1 de agosto de 1952) é um cantor, compositor e produtor musical brasileiro.
Radicado desde 1966 no Rio de Janeiro, é irmão do também cantor Nazareno Vieira, falecido em 2012, e dedica-se atualmente à função de produtor musical.

## Carreira
Ficou até os 4 anos de idade em Macau e depois foi pra Natal, de onde saiu aos 14 anos para ir morar no Rio de Janeiro. Entre os 13 e 14 anos, teve uma banda com amigos, chamada Sempre Alerta. Posteriormente, entrou numa banda baile e passou 8 anos fazendo baile na noite do Rio.
Notabilizou-se a partir de 1976, com "Casinha Branca", composta por Joran (seu principal parceiro de composições) e Marcelo, que integrou a trilha sonora da telenovela Marrom Glacê, de 1979. A música, que fez parte do primeiro LP, um compacto simples batizado com o nome do cantor, permaneceu nas paradas de sucesso durante um ano, e foi regravada por diversos artistas, como Fábio Jr., Roberta Campos e Maurício Mattar, com destaque para a interpretação de Maria Bethânia, que a incluiu no CD Maricotinha ao vivo - 35 Anos de Carreira, em 2002. O cantor, compositor e baterista inglês Jim Capaldi por meio de cover adaptou a canção para o inglês em "Old Photographs".
Gilson ainda lançaria outros três álbuns: Vitrine (1980), "Encontro Casual (1987) e Tempo Bom (1991).
Compôs outros sucessos, como “Verdade Chinesa” (parceria com Carlos Colla gravada por Emilio Santiago), “Fim de Solidão” (parceria com Carlos Colla e Joran gravada por José Augusto) e “I Love You” (gravada por Adriana).
Em 2011, o rapper Dexter lançou Como vai seu mundo, cuja letra é inspirada em "Casinha Branca".

## Discografia
Álbuns de estúdio
- 1979 - Gilson (Grav. Top Tape)
- 1980 - Vitrine (Grav. Top Tape)
- 1987 - Encontro Casual (Grav. RGE)
- 1991 - Tempo Bom (Grav. RGE)

Compactos simples
- 1983 - Gilson (Grav. CBS)

Compilações
- 1997 - Casinha Branca/Vitrine (Grav. Top Tape)